# Опыт холостого хода
О́пыт холосто́го хо́да — определение реальных параметров элементов, используемых в расчётах схем замещения обычно активных двухполюсников, а именно при отключённой внешней цепи определяется величина ЭДС, так как из закона Ома для полной цепи, при сопротивлении внешнего участка стремящегося к бесконечности, величина напряжения на зажимах реального элемента стремится к ЭДС этого элемента.
В таком опыте следует учитывать соотношение внутреннего сопротивления и внешнего сопротивлений измерительного прибора: внешнее сопротивление должно быть намного больше внутреннего сопротивления источника, а при измерениях в цепях переменного тока следует учитывать реактивные составляющие сопротивления измерительного прибора.
Целью этого опыта и является определение ЭДС источника для схемы замещения.
В частности этот опыт проводится для трансформаторов переменного тока большой мощности, когда трансформатор вырождается из шестиполюсника в трёхполюсник для трёхфазного тока и из четырёхполюсника в двухполюсник однофазного. Определяются следующие параметры: индуктивность рассеяния, реактивное сопротивление и модуль полного сопротивления первичной обмотки. Опыты холостого хода характеризует работу силового трансформатора в предельном режиме при отсутствии нагрузки {\displaystyle ({I_{2}=0})}.